# Kirchhoffs lov (termodynamik)
 For alternative betydninger, se Kirchhoffs lov. (Se også artikler, som begynder med Kirchhoffs lov)
Kirchhoffs lov love beskriver forholdet mellem et legemes absorption og emission af elektromagnetisk stråling. Ifølge loven er emissiviteten {\displaystyle e_{\lambda }} af varmestråling for en bestemt bølgelængde og temperatur proportional med absorptionskoefficienten {\displaystyle \alpha _{\lambda }} ved samme bølgelængde og temperatur:
{\displaystyle e_{\lambda }(T)\propto \alpha _{\lambda }(T)}
Et sort legeme, der absorberer al stråling, vil altså ligeledes udsende al varmestråling. Den udsendte strålings spektrum følger da Plancks strålingslov.